# 新赫里霍里夫卡 (貝雷濟夫卡市鎮)
47°20′43″N 30°49′57″E / 47.34528°N 30.83250°E
新赫里霍里夫卡（烏克蘭語：Новогригорівка）是位於烏克蘭西南部的村莊，由敖德萨州贝雷济夫卡区的貝雷濟夫卡市鎮負責管轄。該村始建於1860年，面積0.48平方公里，海拔高度95米，2001年人口119，人口密度每平方公里247.4人。